# Liste des salles de la National Basketball Association
La liste des salles de la National Basketball Association comprend toutes les salles actuelles utilisées par les franchises jouant dans la National Basketball Association (NBA). Les autres informations incluses dans cette liste sont les localisations des salles, les capacités en termes de sièges, les années d'ouverture et d'utilisation.
Le United Center a la capacité la plus élevée de toutes les salles NBA, avec 20 917 places. Le Madison Square Garden est la seule salle actuelle à ne pas porter le nom d'un sponsor corporatif.

## Salles actuelles
| Image | Salle                      | Localisation                   | Équipe                          | Capacité | Ouverture | Réf. |
| ----- | -------------------------- | ------------------------------ | ------------------------------- | -------- | --------- | ---- |
|       | American Airlines Center   | Dallas, Texas                  | Mavericks de Dallas             | 19 200   | 2001      | ,    |
|       | Ball Arena                 | Denver, Colorado               | Nuggets de Denver               | 19 520   | 1999      | ,    |
|       | Barclays Center            | Brooklyn, New York             | Nets de Brooklyn                | 17 732   | 2012      | ,    |
|       | Capital One Arena          | Washington, D.C.               | Wizards de Washington           | 20 356   | 1997      | ,    |
|       | Chase Center               | San Francisco, Californie      | Warriors de Golden State        | 18 064   | 2019      | ,    |
|       | Crypto.com Arena           | Los Angeles, Californie        | Lakers de Los Angeles           | 18 997   | 1999      | ,    |
|       | Delta Center               | Salt Lake City, Utah           | Jazz de l'Utah                  | 18 306   | 1991      | ,    |
|       | FedExForum                 | Memphis, Tennessee             | Grizzlies de Memphis            | 17 794   | 2004      | ,    |
|       | Fiserv Forum               | Milwaukee, Wisconsin           | Bucks de Milwaukee              | 17 500   | 2018      | ,    |
|       | Footprint Center           | Phoenix, Arizona               | Suns de Phoenix                 | 17 071   | 1992      | ,    |
|       | Frost Bank Center          | San Antonio, Texas             | Spurs de San Antonio            | 18 418   | 2002      | ,    |
|       | Gainbridge Fieldhouse      | Indianapolis, Indiana          | Pacers de l'Indiana             | 17 923   | 1999      | ,    |
|       | Golden 1 Center            | Sacramento, Californie         | Kings de Sacramento             | 17 583   | 2016      | ,    |
|       | Intuit Dome                | Inglewood, Californie          | Clippers de Los Angeles         | 18 000   | 2024      | ,    |
|       | Kaseya Center              | Miami, Floride                 | Heat de Miami                   | 19 600   | 1999      | ,    |
|       | Kia Center                 | Orlando, Floride               | Magic d'Orlando                 | 18 846   | 2010      | ,    |
|       | Little Caesars Arena       | Détroit, Michigan              | Pistons de Détroit              | 20 332   | 2017      | ,    |
|       | Madison Square Garden      | New York, New York             | Knicks de New York              | 19 812   | 1968      | ,    |
|       | Moda Center                | Portland, Oregon               | Trail Blazers de Portland       | 19 441   | 1995      | ,    |
|       | Paycom Center              | Oklahoma City, Oklahoma        | Thunder d'Oklahoma City         | 18 203   | 2002      | ,    |
|       | Rocket Mortgage FieldHouse | Cleveland, Ohio                | Cavaliers de Cleveland          | 19 432   | 1994      | ,    |
|       | Scotiabank Arena           | Toronto, Ontario               | Raptors de Toronto              | 19 800   | 1999      | ,    |
|       | Smoothie King Center       | La Nouvelle-Orléans, Louisiane | Pelicans de La Nouvelle-Orléans | 16 867   | 1999      | ,    |
|       | Spectrum Center            | Charlotte, Caroline du Nord    | Hornets de Charlotte            | 19 077   | 2005      | ,    |
|       | State Farm Arena           | Atlanta, Géorgie               | Hawks d'Atlanta                 | 18 118   | 1999      | ,    |
|       | Target Center              | Minneapolis, Minnesota         | Timberwolves du Minnesota       | 18 978   | 1990      | ,    |
|       | TD Garden                  | Boston, Massachusetts          | Celtics de Boston               | 19 156   | 1995      | ,    |
|       | Toyota Center              | Houston, Texas                 | Rockets de Houston              | 18 055   | 2003      | ,    |
|       | United Center              | Chicago, Illinois              | Bulls de Chicago                | 20 917   | 1994      | ,    |
|       | Wells Fargo Center         | Philadelphie, Pennsylvanie     | 76ers de Philadelphie           | 20 478   | 1996      | ,    |

## Carte des salles actuelles
| Scotiabank Arena TD Garden Madison Square · Garden Barclays · Center Wells Fargo · Center United Center Rocket · Mortgage · FieldHouse Little Caesars · Arena Gainbridge · Fieldhouse Fiserv · Forum State Farm · Arena Spectrum · Center Kaseya Center Amway Center Capital One · Arena American · Airlines · Center Toyota · Center FedEx · Forum Smoothie King · Center AT&T · Center Ball · Arena Target · Center Moda · Center Paycom · Center Vivint · Arena Chase · Center Golden 1 · Center Footprint · Center Crypto.com · Arena Intuit · Dome |

## Futures salles
| Salle                   | Équipe                  | Localisation               | Capacité  | Ouverture | Réf. |
| ----------------------- | ----------------------- | -------------------------- | --------- | --------- | ---- |
| New Oklahoma City Arena | Thunder d'Oklahoma City | Oklahoma City, Oklahoma    | Non connu | 2029      | ,    |
| 76 Place at Market East | 76ers de Philadelphie   | Philadelphie, Pennsylvanie | 18 500    | 2031      | ,    |

## À voir
- National Basketball Association
- Liste des stades actuels de la Major League Baseball
- Liste des arénas de la Ligue nationale de hockey
- Liste des stades actuels de la NFL